# Escopetarra
Una escopetarra és una guitarra construïda a partir d'un rifle modificat, que s'utilitza com a símbol de pau. El nom és un acrònim de les paraules castellanes escopeta i guitarra.
Les escopetarres les va inventar César López, un activista pacifista colombià el 2003 en una trobada després de l'atac terrorista contra el Club El Nogal a Bogotà, quan es va adonar que un soldat duia l'arma com si fos una guitarra. La primera escopetarra es va construir el 2003 a partir d'un rifle Winchester i una guitarra elèctrica Stratocaster.
Inicialment només va fabricar cinc escopetarres, quatre de les quals va donar al músic colombià Juanes, al músic argentí Fito Páez, al Programa de les Nacions Unides per al Desenvolupament, i al govern municipal de Bogotá, mentre que l'altra se la a quedar per a ell. Més tard, Juanes va vendre la seva escopetarra per 17.000 dòlars en una campanya de recollida de fons a Beverly Hills a favor de les víctimes de les mines antipersones, mentre que l'escopetarra lliurada a l'ONU es va exhibir a la Conferència sobre desarmament de l'ONU, el juny de 2006.
L'any 2006, López va comprar 12 fusells AK-47 decomissats per l'oficina de la comissió per a la pau a Colòmbia. Una vegada estiguin convertits en guitarres té la intenció de donar-los a estrelles de la 
música com Shakira, Carlos Santana, i Paul McCartney, i a figures polítiques com el Dalai Lama. No obstant això, una membre de l'equip del Dalai Lama ha rebutjat l'oferta de López, afirmant que donar una arma com a regal era inapropiat. López ha dit que provaria d'explicar més clarament el seu propòsit.